# Зачковский, Станислав
Станислав Рышард Зачковский (англ. Stanisław Ryszard Zaczkowski; 10 ноября 1928, Ченстохов — 9 мая 2014, Варшава) — польский генерал, в 1978—1981 — главный комендант гражданской милиции ПНР. Был известен как участник подавления рабочих протестов 1976.

## В гражданской милиции
В семнадцатилетнем возрасте Станислав Зачковский вступил в правящую компартию ППР (с 1948 — ПОРП) и поступил на службу в гражданскую милицию. В 1946—1954 служил в Ольштыне, Решеле, Зелёна-Гуре. Прослушал курсы милицейского училища в Слупске. Преподавал на курсах строевого состава милиции в Ольштыне, Зелёна-Гуре, Познани.
В 1954 в звании поручика Станислав Зачковский был назначен комендантом милиции в Познанском повяте. С 1957 по 1963 капитан Зачковский — командир ЗОМО в Познани. В 1963—1967 — секретарь комитета ПОРП воеводской комендатуры гражданской милиции.
В 1967 подполковник Зачковский был переведён в Варшаву на службу в главной комендатуре гражданской милиции ПНР. До февраля 1970 — заместитель директора, затем до ноября 1971 — директор милицейского Бюро профилактики и дорожного движения.

## В главной комендатуре

### Заместитель главного коменданта
1 ноября 1971 Станислав Зачковский в звании полковника был назначен заместителем главного коменданта гражданской милиции Мариана Яницкого. С 1 октября 1974 — генерал бригады.
В этом качестве генерал Зачковский принял активное участие в подавлении рабочих протестов июня 1976. Приказом Зачковского в Радом были переброшены подразделения ЗОМО, производились массовые задержания, аресты и избиения (в том числе ścieżka zdrowia — «путь здоровья» — избиение задержанных дубинками в два милицейских ряда (типа прогона сквозь строй).

### Главный комендант
20 февраля 1978 Станислав Зачковский был назначен главным комендантом гражданской милиции ПНР. Занимал этот пост на протяжении трёх лет.
На этот период пришёлся август 1980 — массовое забастовочное движение, создание независимого профсоюза Солидарность. Приказом Зачковского милиция вводилась в усиленный режим службы, приводились в боеготовность подразделения ЗОМО, однако партийное руководство на этот раз не решилось на силовое подавление.
На период комендантства Зачковского в 1981 пришлись события Быдгощского марта и движение за создание независимого профсоюза сотрудников милиции.

## Из МВД в МИД
21 октября 1981 Станислав Зачковский был снят с поста главного коменданта и заменён Юзефом Беймом. Зачковский был назначен заместителем государственного секретаря МВД ПНР. С ноября 1981 по октябрь 1987 курировал службу материального обеспечения МВД. 26 сентября 1985 получил звание генерал дивизии.
В 1987 году Станислав Зачковский завершил службу в органах МВД, был переведён в МИД ПНР и направлен послом в Монголию. Оставался в этой должности до 1991. За время пребывания Зачковского в Улан-Баторе в Польше произошла смена общественно-политического строя, ПОРП была отстранена от власти, ПНР преобразовалась в Третью Речь Посполитую.

## Отставка и смерть
С 1991 года Станислав Зачковский пребывал в отставке на пенсии. Проживал в Варшаве, воздерживался от всякой публичности. К ответственности не привлекался. Скончался в возрасте 85 лет (информация о его смерти была оглашена лишь пять лет спустя).